# Xu (Han Cheng)
Xu, född okänt år f.Kr., död 8 f.Kr., var en kinesisk kejsarinna, gift med kejsar Han Chengdi. Hon blev förskjuten, och tvingades begå självmord efter att ha deltagit i en komplott med kejsarens kusin. 